# انیس نوفل
انیس نَوفَل (۱۸۵۴–۱۸۷۳) (انیس بن عبدالله بن جرجیس نوفل) شاعر لبنانی بود که در بیست‌سالگی درگذشت. دیوان شعری از او به جای مانده است.